# Bernhard Theil
Bernhard Theil (* 22. Januar 1945 in Heidelberg) ist ein deutscher Historiker und Archivar.

## Leben und Wirken
Bernhard Theil studierte nach seiner Reifeprüfung in Karlsruhe von 1964 bis 1972 Geschichte, Germanistik, Politikwissenschaft und Philosophie an den Universitäten Freiburg/Br., Berlin (Freie Universität) und Heidelberg. 1970 legte er das erste Staatsexamen für das Lehramt an höheren Schulen ab und promovierte 1972 an der Universität Freiburg mit einer Edition und Untersuchung über "Das älteste Lehnbuch der Markgrafen von Baden (1381)". Kurze Zeit war er dann Mitarbeiter der Kommission für geschichtliche Landeskunde in Baden-Württemberg. 1973 trat er als Archivreferendar am Hauptstaatsarchiv Stuttgart in die Ausbildung für den höheren Archivdienst ein und absolvierte die Fachprüfung hierfür 1974 an der Archivschule Marburg. Von 1974 bis 1980 war Theil als wissenschaftlicher Archivar am Staatsarchiv Ludwigsburg tätig. Seither war er bis zum Eintritt in den Ruhestand 2010 am Hauptstaatsarchiv Stuttgart tätig, zuletzt mit dem Dienstrang eines Archivdirektors und seit 1994 stellvertretender Leiter dieses Archivs.
Seit 1999 nahm er einen Lehrauftrag für Historische Hilfswissenschaften und archivische Quellenkunde an der Universität Stuttgart wahr. Außerdem gehörte er u. a. der Kommission für geschichtliche Landeskunde in Baden-Württemberg (seit 1989) und dem Alemannischen Institut (seit 1994) an.
Zu seinen zahlreichen Veröffentlichungen und Quelleneditionen zur badischen und württembergischen Geschichte gehören mehrere Arbeiten über das Damenstift Buchau.

## Veröffentlichungen (Auswahl)
- Das älteste Lehnbuch der Markgrafen von Baden (1381). Edition und Untersuchungen. Ein Beitrag zur Geschichte des Lehnswesens im Spätmittelalter (= Veröffentlichungen der Kommission für geschichtliche Landeskunde in Baden-Württemberg, Reihe A, Bd. 25). Kohlhammer, Stuttgart 1974, ISBN 3-17-002023-4 (= Dissertation Universität Freiburg/Br.).
- Das Lehnswesen des Klosters Ellwangen im Spätmittelalter. In: Zeitschrift für württembergische Landesgeschichte, Bd. 34/34 (1975/76), S. 101–122.
- Straßberg und Hohenberg. Bemerkungen zur Territorialpolitik Vorderösterreichs am Beispiel Sigmaringer Quellen. In: Zeitschrift für hohenzollerische Geschichte, Bd. 15 (1979), S. 111–120.
- Steinheims Entwicklung zum altwürttembergischen Marktflecken im 17. Jahrhundert. In: Ludwigsburger Geschichtsblätter, Bd. 31 (1979), S. 23–38.
- Die israelitische Oberkirchenbehörde und ihre Kritiker. Beobachtungen zum Verhältnis von Staat und jüdischer Religionsgemeinschaft in Württemberg im 19. Jahrhundert. In: Zeitschrift für württembergische Landesgeschichte, Bd. 39 (1980), S. 207–219.
- Vorformen ständischer Mitregierung im Mittelalter. In: Peter Blickle u. a.: Von der Ständeversammlung zum demokratischen Parlament. Die Geschichte der Volksvertretungen in Baden-Württemberg. Theiss, Stuttgart 1982, S. 21–30, ISBN 3-8062-0298-2.
- Literatur und Literaten am Hof der Erzherzogin Mechthild in Rottenburg. In: Zeitschrift für württembergische Landesgeschichte, Bd. 42 (1983), S. 125–144.
- Quellen zur württembergischen Geschichte von 1815–1870 in den Archiven du Ministère des Relations Extérieures Paris. In: Gregor Richter (Hrsg.): Aus der Arbeit des Archivars. Festschrift für Eberhard Gönner (= Veröffentlichungen der Staatlichen Archivverwaltung Baden-Württemberg, Bd. 44). Kohlhammer, Stuttgart 1986, S. 143–162, ISBN 3-17-009220-0.
- Der württembergische Konsul Karl von Kolb und die französische Intervention in Rom im Jahre 1849. In: Zeitschrift für württembergische Landesgeschichte, Bd. 46 (1987), S. 394–402.
- Pfarreien und Pfarrer des Damenstifts Buchau am Federsee. Entwicklungslinien und Strukturen. In: Freiburger Diözesan-Archiv, Bd. 107 (1987), S. 15–34.
- Das Damenstift Buchau am Federsee zwischen Kirche und Reich im Spätmittelalter und in der frühen Neuzeit. In: Rottenburger Jahrbuch für Kirchengeschichte, Bd. 6 (1987), S. 155–168.
- Württemberg und Frankreich in ersten Jahrzehnt der Regierung Napoleons III. Beobachtungen an diplomatischen Quellen in Paris und Stuttgart. In: Zeitschrift für württembergische Landesgeschichte, Bd. 48 (1989), S. 269–290.
- Das Damenstift Buchau am Federsee zwischen Kirche und Reich im 17. und 18. Jahrhundert. In: Blätter für deutsche Landesgeschichte, Bd. 125 (1989), S. 189–210.
- (Bearb.): Das (freiweltliche) Damenstift Buchau am Federsee (= Das Bistum Konstanz, Bd. 4 / Germania sacra, N.F., Bd.32). De Gruyter, Berlin 1994, ISBN 3-11-014214-7.
- Stift Buchau am Federsee und seine Pfarreien. Beobachtungen zur Besetzung der Pfarrstellen im Mittelalter unter besonderer Berücksichtigung der Stifte. In: Wolfgang Schmierer (Hrsg.): Aus südwestdeutscher Geschichte. Festschrift für Hans-Martin Maurer. Kohlhammer, Stuttgart 1994, S. 179–193, ISBN 3-17-013158-3.
- Militär und Katholizismus in Württemberg vom Anfang des 19. Jahrhunderts bis zum Beginn des Ersten Weltkriegs. Beobachungen zur Verfassungs- und Mentalitätsgeschichte. In: Rottenburger Jahrbuch für Kirchengeschichte, Bd. 15 (1996), S. 99–114.
- Bruderschaften in Vorderösterreich. Zur Mentalität und Frömmigkeit barocker Bruderschaften. In: Rottenburger Jahrbuch für Kirchengeschichte, Bd. 20 (2001), S. 195–210.
- Verkehrswege im Ancien régime. Straßenbau in Vorderösterreich im 18. Jahrhundert. In: Zeitschrift für württembergische Landesgeschichte, Bd. 62 (2003), S. 269–299.
- Rittertum, Reich und Territorium. Zur historischen Bedeutung im Vergleich zum Nachleben Markgraf Bernhards II. von Baden. In: Zeitschrift für württembergische Landesgeschichte, Bd. 63 (2004), S. 491–504.
- Heiligenverehrung "im Kontext". Beobachtungen am Beispiel Bischof Konrads von Konstanz. In: Freiburger Diözesan-Archiv, Bd. 126 (2006), S. 5–23.
- Hochadelige Damenstifte zwischen Reichsverfassung und Diözesanbischof. Das Beispiel Buchau am Federsee. In: Dietmar Schiersner (Hrsg.): Adelige Damenstifte Oberschwabens in der Frühen Neuzeit. Selbstverständnis, Spielräume, Alltag. Kohlhammer, Stuttgart 2011, S. 131–145, ISBN 978-3-17-022051-5.
- (Bearb.): Eugen Schneider / Archivar und Historiker zwischen Königreich und Republik. Blätter aus meinem Leben (= Lebendige Vergangenheit, Bd. 24). Kohlhammer, Stuttgart 2011, ISBN 978-3-17-022056-0.